# Huba
Pour l’article homonyme, voir Huba (Petite-Pologne).
Huba est un prénom hongrois masculin.

## Étymologie
Nom hongrois de sens inconnu, l'un des sept chefs magyars selon Anonymus.